# 东阳木雕

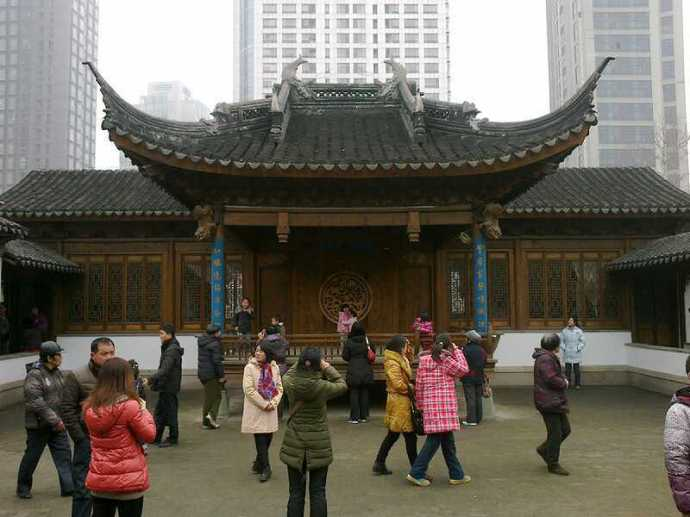
南京市江宁织造府博物馆中用东阳木雕装饰的戏台

东阳木雕是浙江东阳地区的木雕工艺流派，是中国四大木雕（福州龙眼木雕、乐清黄杨木雕、潮州金漆木雕、浙江东阳木雕）之一。
被誉为中国木雕之乡的浙江东阳，有千余年的木雕历史，北京故宫及苏、杭、皖等地，都有精美的东阳木雕留世。东阳木雕，是以平面浮雕为主的雕刻艺术。其多层次浮雕、散点透视构图、保留平面的装饰，形成了自己鲜明的特色。又因色泽清淡，保留原木天然纹理色泽，格调高雅，又称“白木雕”（示以木材的天然色泽，不同于彩绘），自唐至今已有千余年的历史，是中华民族最优秀的民间工艺之一，被誉为“国之瑰宝”。